# Qualea parviflora
Espèce
Qualea parviflora, le pau-terra en portugais, est une espèce de plantes à fleurs de la famille des Vochysiaceae. C'est un arbre présent en Bolivie, au Brésil et au Paraguay.

## Description

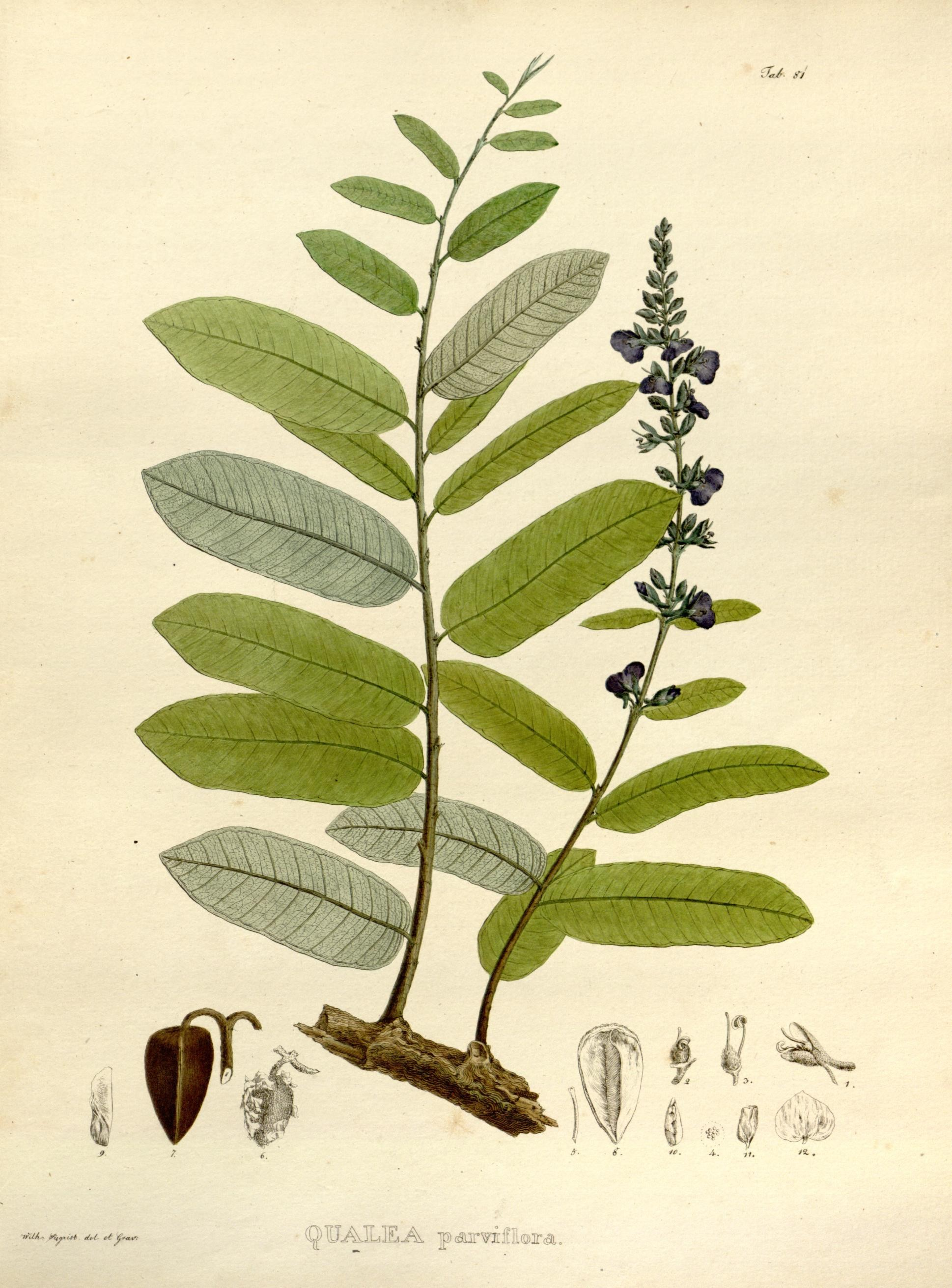
Illustration du Nova genera et species plantarum de Carl Friedrich Philipp von Martius.

## Systématique
Le nom correct complet (avec auteur) de ce taxon est Qualea parviflora Mart..
Qualea parviflora a pour synonymes :
- Qualea parviflora var. discolor Mart.
- Qualea parviflora var. glabrata Mart.
- Qualea parviflora var. tomentosa Mart.
- Qualea pilosa var. heterophylla Kuntze
- Qualea pilosa var. multinervia Kuntze